# Riparian Plaza
La Riparian Plaza est un gratte-ciel situé à Brisbane (Queensland) en Australie, sa construction s'est achevée en 2005.